# Хилл, Лорен Мишель
Лорен Мишель Хилл (англ. Lauren Michelle Hill; род. 27 июня 1979 года, Колумбия, штат Южная Каролина) — американская фотомодель и актриса

, Playboy Playmate в феврале 2001 года.

## Биография
Лорен Мишель Хилл родилась 27 июня 1979 года в городе Колумбия, штат Южная Каролина, США. У неё есть два брата и сестра. Окончила факультет журналистики университета Южной Каролины, где также была участницей группы поддержки местной команды.
Лорен начала свою модельную карьеру ещё будучи ребёнком в компании Hasbro. Дебютировала в кино в 1987 году. В октябре 2000 года она впервые появилась на обложке журнала «Playboy», а в феврале 2001 года стала Playmate. В модельном бизнесе вне Playboy известна как Лорен Джеймс. Она снималась для «Maxim», «Guess? jeans», в клипах «Spirit» Брайана Адамса, Джастина Тимберлейка, Марка Энтони, «Beverly Hills» группы Weezer.
Замужем за актёром Шоном Патриком Флэнери, с которым воспитывает двух сыновей.

## Фильмография
| Год       |   | Русское название       | Оригинальное название | Роль               |
| --------- | - | ---------------------- | --------------------- | ------------------ |
| 1987      | ф | Сделано в раю          | Made in Heaven        | юная Элли          |
| 1995      | ф | Толстопузы             | Heavy Weights         | ангельская девушка |
| 1995      | с | Спасатели Малибу       | Baywatch              | Сандра             |
| 2002      | с | Фактор страха          | Fear Factor           | камео              |
| 2005      | с | Знакомство с Баркерами | Meet the Barkers      | камео              |
| 2007      | ф | Секс и 101 смерть      | Sex and Death 101     | Эмберетт           |
| 2007      | с | Красавцы               | Entourage             | девушка            |
| 2007—2008 | с | Соседка                | The Girls Next Door   | камео              |
| 2008      | ф | Мальчикам это нравится | The House Bunny       | камео              |